# Territorialkonflikte zwischen Griechenland und der Türkei

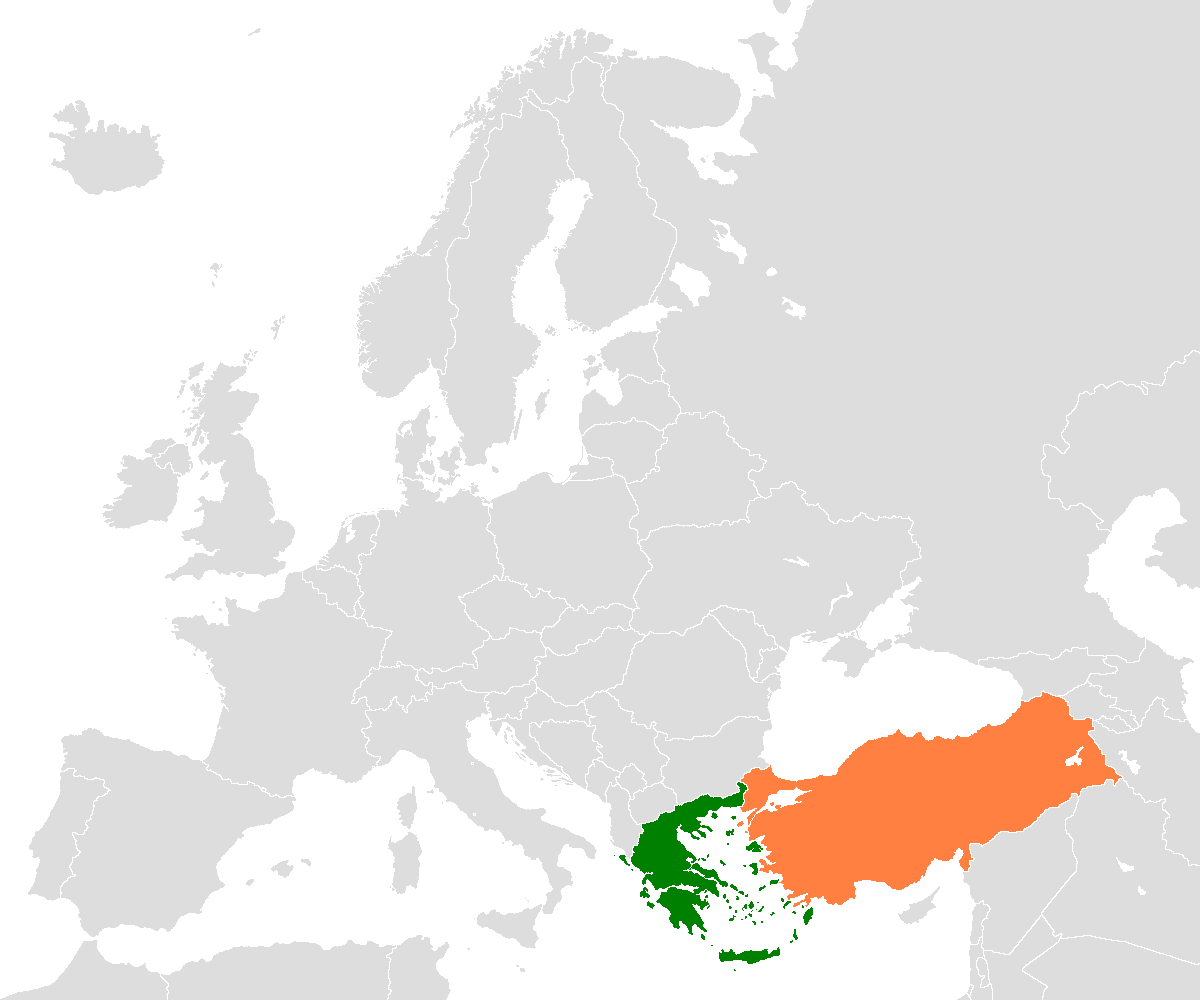
Grenze zwischen Griechenland (grün) und der Türkei (orange)

Die Territorialkonflikte zwischen Griechenland und der Türkei bezeichnen den Streit um den Grenzverlauf beider Länder sowie deren Hoheitsrechte im Mittelmeer. Die aktuellen Positionen der beiden Nachbarländer in dem seit den 1980er Jahren währenden Konflikt um Gebiete in der Ägäis und im östlichen Mittelmeer schließen sich gegenseitig aus. Beide NATO-Mitglieder befürchten, dass sie vom jeweilig Anderen vor der eigenen Küste geographisch eingeschnürt werden.

## Position der Türkei
Die Türkei beansprucht im Rahmen ihrer besonders unter der Regierung Erdoğan geförderten Doktrin „Blaues Vaterland“ („Mavi Vatan“) große Meeresgebiete vor ihren Küsten. Sie lehnt die Auslegung, vom griechischen Festlandsockel auszugehen, ab, da dann Griechenland eine Seefläche von 40.000 Quadratkilometern für sich beanspruchen könnte, unter Einschluss der vielen kleinen griechischen Inseln wie Kastellorizo, die zwei Kilometer vor der türkischen Küste liegt. Demgemäß erhebt die Türkei Anspruch auf Seegebiete von insgesamt 462.000 Quadratkilometern im Schwarzen Meer, in der Ägäis und im östlichen Mittelmeer. Bei einer Umsetzung würde die Ägäis bis an die Ostküste von Kreta und Teile des Mittelmeers weit südlich von Zypern zur türkischen ausschließlichen Wirtschaftszone (AWZ) gehören und die griechischen Inseln in dem Gebiet würden zu Enklaven. Die Türkei ist dem Seerechtsübereinkommen der Vereinten Nationen bislang nicht beigetreten und droht bei einer Anwendung dessen durch Griechenland mit Krieg.

## Position Griechenlands
Griechenland verweist auf internationale Rechtsnormen wie das Seerechtsübereinkommen, nach dem alle griechischen Ägäis-Inseln vor der türkischen Küste Seegebiete besitzen. Jede bewohnte Ägäis-Insel, die einen eigenen Festlandsockel besitzt, bilde die Grundlage für eine ausschließliche Wirtschaftszone (AWZ) nach der UN-Seerechtskonvention von 1982. Athen geht davon aus, dass die Inseln eine Fortsetzung des griechischen Festlandes sind. Auf Basis des Seerechtsübereinkommens ist es einem Staat freigestellt und völkerrechtlich anerkannt, seine Seegrenzen auf 12 Seemeilen auszuweiten. Dieses Recht hat Griechenland aufgrund der Kriegsdrohung der Türkei bislang nicht angewandt.

## Geschichte
Bereits 1936 erweiterte Griechenland seine Hoheitsgewässer von drei auf sechs Seemeilen in der Ägäis. Die Türkei zog 1964 nach und erweiterte ihre Grenze seeseitig auf sechs Meilen. Griechenland behält sich das Recht vor, die Hoheitsansprüche auf die international üblichen und völkerrechtlich erlaubten zwölf Seemeilen auszudehnen. Sollte Griechenland dies umsetzen, würde die Ägäis in den Augen der Türkei praktisch ein griechisches Binnenmeer. Die Türkei erklärte deshalb eine Ausdehnung auf zwölf Meilen durch Griechenland in der Ägäis offiziell zum Kriegsgrund. Eine von Griechenland 2021 erklärte Erweiterung seiner Territorialgewässer auf zwölf Seemeilen bezog sich entsprechend nur auf die westlichen Gewässer in Richtung Italiens.

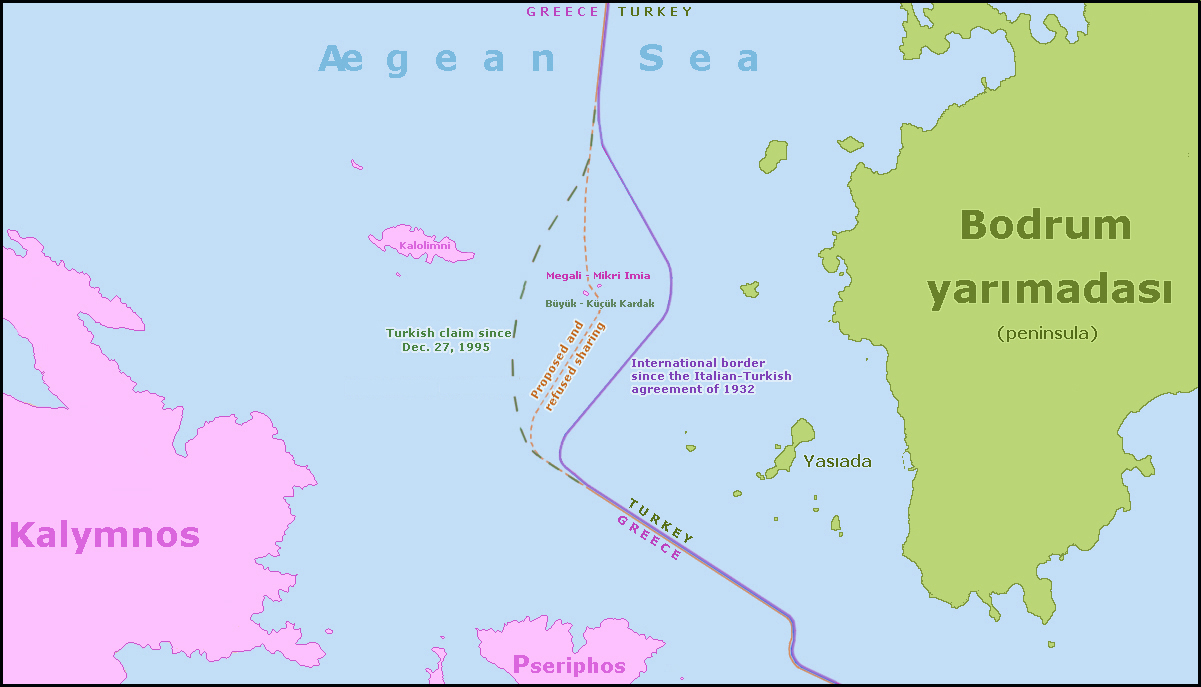
Ägäis um die Imia-Inseln mit Grenzziehung gemäß Ankara-Protokoll von 1932 (durchgezogene Linie rechts) und gemäß türkischen Gebietsansprüchen (gestrichelte Linie links).

1996 besetzte die Türkei in einer nächtlichen Operation eine der beiden unbewohnten Imia-Inseln in der Ost-Ägäis durch Kommandoeinheiten des Militärs. Ein Hubschrauber der griechischen Marine stürzte bei einem Beobachtungsflug über Imia ab und alle drei Insassen starben. Die griechische Seite machte inoffiziell dafür einen möglichen türkischen Beschuss verantwortlich. US-Präsident Bill Clinton und die NATO-Spitze intervenierten, so dass sich die griechischen und türkischen Kriegsschiffe um die Inseln zurückzogen.
Ab 2020 eskalierte der Gasstreit im Mittelmeer zunehmend. Staatspräsident Erdoğan ließ in Seegebieten, die Griechenland und Zypern als AWZ beanspruchen, nach Gas und Öl suchen. Die EU-Außenminister beschlossen daraufhin Sanktionen gegen Ankara.
Am 14. August 2020 kam es im östlichen Mittelmeer zu einer Karambolage zwischen der türkischen Fregatte Kemal Reis und der griechischen Fregatte Limnos. Das türkische Kriegsschiff gehörte zum Geleitzug des Forschungsschiffs Oruç Reis. Das Forschungsschiff suchte in einem Seegebiet 110 Seemeilen (etwa 200 Kilometer) südlich der türkischen Küste mit seismischen Geräten den Meeresboden nach Gas und Öl ab. Nach Auffassung Ankaras lag der Operationsradius des Schiffs innerhalb der AWZ der Türkei. Athen beansprucht dasselbe Seegebiet für die griechische AWZ. Die Kemal Reis fuhr der Limnos seitlich vor den Bug und wurde dadurch im Heckbereich beschädigt. Die Limnos blieb weitgehend unbeschädigt.
In ihrem Bericht über die Türkei vom 18. Mai 2022 verurteilte die Europäische Kommission die Verletzungen des griechischen Luftraums durch die Türkei, unter anderem durch das Überfliegen bewohnter Regionen und Gebiete, zumal es sich bei diesen Handlungen nicht nur um eine Verletzung der Souveränität und der Hoheitsrechte der EU-Mitgliedstaaten, sondern auch des Völkerrechts handelt und bekundet Griechenland und der Republik Zypern seine uneingeschränkte Solidarität und stellt zusätzlich mit Bedauern fest, dass die Casus-Belli-Drohung der Großen Nationalversammlung der Türkei gegen Griechenland aus dem Jahr 1995 noch immer nicht zurückgezogen wurde.
Bei ihrer Amtsreise in die Türkei im Juli 2022 betonte die deutsche Außenministerin Annalena Baerbock, dass die griechische Souveränität über Inseln wie Kos, Leros, Lesbos, Rhodos und andere unbestreitbar ist. Auch kritisierte Baerbock die türkischen Provokationen, wie zum Beispiel das Überfliegen griechischer Inseln.
Im September 2022 rief Peter Stano, Sprecher der Europäischen Kommission, die Türkei auf, die Souveränität aller EU-Staaten zu respektieren und sich an das Internationale Recht zu halten. Auch das US-amerikanische State Department betonte im selben Monat in seiner schriftlichen Stellungnahme, dass die Souveränität und territoriale Integrität Griechenlands nicht zur Disposition stehen.
Beim Gründungsgipfel der Europäischen Politischen Gemeinschaft im Oktober 2022 drohte der türkische Präsident Griechenland offen mit der Aussage: „Welches Land auch immer uns stört, welches Land auch immer uns angreift, unsere Reaktion wird immer sein zu sagen: Wir könnten zweifellos mitten in der Nacht kommen.“
Bundeskanzler Olaf Scholz betonte bei seinem Staatsbesuch in Griechenland im Oktober 2022, dass es inakzeptabel sei, dass die Türkei die Souveränität eines anderen Staates infrage stelle.
Mit einem Raketenbeschuss drohte die Türkei im Dezember 2022. Raketen würden nun Athen treffen können, merkte der türkische Präsident an. Auch drangen türkische Kampfjets illegal in griechischen Luftraum ein und überflogen bewohnte griechische Inseln wie Agathonisi, wo sie von griechischen Jets abgefangen wurden. Allein im Jahr 2022 drangen türkische Kampfflugzeuge somit mehr als 200 Mal unerlaubt in griechischen Luftraum ein.